# Василь Туманський (генеральний писар)
Василь Григорович Туманський (біля 1718/20 — 2 березня 1809) — генеральний писар (1762–67). Дід поета Василя Туманського і сенатора Аркадія Кочубея.  

## Біографія
Рід Туманських веде початок від духовенства Правобережної України. 
Батько Василя, Григорій, був священником в Переяславському полку, а потім став протопопом в Басані. У сім'ї було п'ятеро синів і донька. Старший син — Василь народився близько 171⁣8—1720 і навчався у Києво-Могилянській академії.
Після навчання Василь Туманський став переяславським полковим канцеляристом, потім перейшов до головної військової канцелярії, а під час слідства над старшим військовим канцеляристом Холодовичем виконував його обов'язки у 1748.
Шлюб Василя Туманського з донькою генерального судді Федора Лисенка Уляною значною мірою сприяв кар'єрним успіхам Василя.
У 1750⁣ — ⁣1751 отримав посаду переяславського полкового писаря, а потім знову повернувся до головної військової канцелярії вже старшим військовим канцеляристом. На цій посаді отримав чин бунчукового товариша і 8 березня 1762 був затверджений на посаді генерального писаря Війська Запорозького.
Після скасування Гетьманщини продовжив службу.
1779 — дійсний статський радник.
У 1784⁣ — ⁣1787 — віцегубернатор Новгород-Сіверського намісництва.

## Родина
Був багатодітним.